# 19364 Semafor
19364 Semafor è un asteroide della fascia principale. Scoperto nel 1997, presenta un'orbita caratterizzata da un semiasse maggiore pari a 2,6823738 UA e da un'eccentricità di 0,1062016, inclinata di 13,39488° rispetto all'eclittica.